# コソボ民主連盟
コソボ民主連盟（コソボみんしゅれんめい、アルバニア語:Lidhja Demokratike e Kosovës; LDK）は、コソボの政党。 
1989年コソボの知識人グループによって創設され、その中心人物のひとりが、後に初代のコソボ大統領に就任したイブラヒム・ルゴヴァであった。ルゴヴァは2006年1月21日に死去するまで同連盟の党首であった。
コソボ民主連盟の主張は、コソボの独立、自由民主主義であり、自党を近代的、現代的な民主主義政党と規定している。また、同党は、アルバニア人の伝統の尊重と、および将来における統一のため、コソボの独立の方法を模索するとしている。1991年コソボ独立をはかる住民投票の組織に大きな役割を果たした。
コソボ議会の現議長コル・ベリシャ（Kolë Berisha）は、コソボ民主連盟の党員である。コソボ民主連盟は、党首と3人の副党首によって党首脳部を構成する。ルゴヴァ党首時代には、エチュレム・クリュエジウ（Eqrem Kryeziu）、コル・ベリシャ、ナイム・イェルリウ（Naim Jerliu）が副議長であった。党機関紙は、ボタ・ソト（Bota Sot）。
2004年10月24日に実施されたコソボ議会選挙では、45.5％の支持率で、120議席中、47議席を獲得した。